# ラージガート条約
ラージガート条約（ラージガートじょうやく、英語：Treaty of Rajghat）は、1805年12月24日にインドのラージガートにおいて、イギリス東インド会社とマラーター同盟の諸侯ホールカル家との間に締結された第二次マラーター戦争の講和条約。この条約により、2年以上にわたる第二次マラーター戦争は終結した。

## 概要
1805年12月、イギリス東インド会社とホールカル家のヤシュワント・ラーオ・ホールカルは第二次マラーター戦争で疲弊し、共にほぼ戦闘続行不能に陥った。
そのため、12月24日、クリスマスの前日にパンジャーブのラージガートで両者の間で講和条約が結ばれることとなった。
この条約はほぼ現状維持に近く、その内容は戦争中にイギリスが占領したホールカル家のチャンバル川以北の領土（ラージャスターン地方およびブンデールカンド地方）を割譲するといったものであった。
のち、1806年1月6日と2月2日にラージガート条約は改訂され、ホールカル家に占領地の大半が返還された。